# 187 (film)
187 (eller One Eight Seven) er en film fra 1997, med Samuel L. Jackson i hovedrollen, som en traumatiseret skolelærer.

## Roller
| Skuespiller         | Rolle            |
| ------------------- | ---------------- |
| Samuel L. Jackson   | Trevor Garfield  |
| John Heard          | Dave Childress   |
| Kelly Rowan         | Ellen Henry      |
| Clifton Collins Jr. | César Sánchez    |
| Tony Plana          | Principal García |
| Karina Arroyave     | Rita Martínez    |
| Lobo Sebastian      | Benny Chacón     |
| Jack Kehler         | Larry Hyland     |
| Jonah Rooney        | Stevie Littleton |
| Demetrius Navarro   | Paco             |

## Ekstern henvisning
- 187 på Internet Movie Database (engelsk)
- 187 på Filmdatabasen
- 187 på Scope
- 187 i Svensk Filmdatabas (svensk)
- 187 på AlloCiné (fransk)
- 187 på MovieMeter (nederlandsk)
- 187 på AllMovie (engelsk)
- 187 hos American Film Institute (engelsk)
- 187 på Turner Classic Movies (engelsk)
- 187 på The Movie Database (engelsk)